# 신장개업
"신장개업"(A Growing Business)은 대한민국에서 제작된 김성홍 감독의 1999년 공포, 코미디 영화이다. 김승우 등이 주연으로 출연하였고 황기성 등이 제작에 참여하였다.

## 캐스팅
- 김승우 : 왕 사장 역
- 진희경 : 왕 사장 부인 역
- 박상면 : 주방장 역
- 이범수 : 팔봉 역
- 김영호 : 홍 사장 역
- 김선경 : 홍 사장 부인 역
- 백재진 : 일도 역
- 송채빈 : 묘령 역
- 김세준 : 채소 장수 역
- 정진각 : 본부장 역
- 김일우 : 오 경장 역
- 공형진 : 김순경 역
- 김명국 : 슈퍼 역
- 서동수 : 약국 역
- 권재원 : 의사 역
- 김재록 : 살인범 역
- 이석구 : 정육점 역
- 권남희 : 정육점 부인 역
- 배중식 : 수사요원 역
- 이두경 : 수사요원 역
- 구혜령 : 미용사 역
- 류승수 : 환자 1 역
- 이치우 : 간판 남 역
- 김보라나 : 다방 여급 역
- 배장수 (특별출연)
- 안연준 (특별출연)
- 조금산 (특별출연)